# Orongoï
L'Orongoï (en russe : Оронгой) est une rivière de Russie qui coule en république autonome de Bouriatie en Sibérie orientale. C'est un affluent de la Selenga en rive gauche, donc un sous-affluent de l'Ienisseï par la Selenga puis par le lac Baïkal et par l'Angara.

## Géographie
Le bassin versant de l'Orongoï a une superficie de 1 880 km2 (surface de taille comparable à celle du département français de l'Essonne ou encore au canton suisse de Neuchâtel).
Son débit moyen à la confluence est de 8,25 m3/s. La rivière présente une saison de hautes eaux au printemps et en été, de mai à septembre. La période d'étiage se déroule en hiver. 
L'Orongoï prend naissance dans la partie sud-est des monts Khamar-Daban qui longent la rive méridionale du lac Baikal. Il coule globalement de l'ouest-nord-ouest vers l'est-sud-est. La rivière finit par se jeter dans la Selenga en rive gauche, 30 kilomètres en aval de la confluence Khilok-Selenga.

## Hydrométrie - Les débits au pont de l'Orongoï
Le débit de l'Orongoï a été observé pendant 53 ans (entre 1937 et 1997) à la station dite du pont de l'Orongoï, station hydrométrique située là où le pont ferroviaire de la ligne internationale Irkoutsk-Pékin franchit la rivière, c'est-à-dire à 16 km de son point de confluence avec la Selenga, à une altitude de 529 mètres. 
Au pont de l'Orongoï, le débit inter annuel moyen ou module observé sur cette période était de 8,25 m3/s pour une surface drainée de 1 840 km2, soit la presque totalité du bassin versant de la rivière qui en compte 1 880. La lame d'eau écoulée dans ce bassin versant se monte ainsi à 142 millimètres par an, ce qui est assez modeste, mais correspond aux valeurs relevées sur les autres cours d'eau de Bouriatie situées au sud du rebord montagneux du lac Baïkal. 
Rivière alimentée en partie par la fonte des neiges, en partie par les pluies de l'été, l'Orongoï est un cours d'eau de régime nivo-pluvial qui présente deux saisons. 
Les hautes eaux se déroulent du printemps à la fin de l'été, de mai à début septembre, avec un sommet très net en mai-juin correspondant au dégel et à la fonte des neiges. En juillet le débit baisse fortement et cette baisse se poursuit sur un rythme plus lent jusqu'en octobre. Fin octobre, le débit de la rivière plonge, ce qui mène à la période des basses eaux. Celle-ci a lieu de novembre à mars inclus et correspond à l'hiver avec ses puissantes gelées qui s'étendent sur toute la région.  
Le débit moyen mensuel observé en février (minimum d'étiage) est de 0,90 m3/s, soit plus de 4 % du débit moyen du mois de juin, maximum de l'année (21,9 m3/s), ce qui témoigne de l'amplitude importante des variations saisonnières. Et ces écarts peuvent être encore bien plus élevés selon les années : sur la durée d'observation de 53 ans, le débit mensuel minimal a été de 0,03 m3/s, soit 30 litres par seconde (février 1953), tandis que le débit mensuel maximal s'élevait à 52,2 m3/s (juin 1970).